# Christmas Lights
Christmas Lights is een single van de Britse rockband Coldplay. De single werd op 1 december 2010 uitgebracht als download. Het is de eerste kerstsingle die Coldplay heeft uitgebracht.

## Datum van verschijnen en publiciteit
De releasedatum van de single werd een week van tevoren (24 november 2010) bekendgemaakt op de officiële Coldplay-website. Op de homepage van de website werd de cover van de single met daarnaast een klok afgebeeld. Deze klok telde in minuten en seconden af tot het moment van verschijnen van de single, op 1 december om 21.00. Op de website van Coldplay werden op 28 november 2010 ook drie making-of-video's gepubliceerd.
Toen bekendgemaakt werd dat Coldplay met een nieuwe single kwam, dacht men dat het nummer op het nog te verschijnen album van de Britse band zou komen te staan. Dit werd echter door "The Oracle", de officiële internetvraagbaak van Coldplay, ontkend.

## Hitnoteringen

### Nederlandse Top 40
| Hitnotering: 18-12-2010 t/m 15-01-2011 | Hitnotering: 18-12-2010 t/m 15-01-2011 | Hitnotering: 18-12-2010 t/m 15-01-2011 | Hitnotering: 18-12-2010 t/m 15-01-2011 | Hitnotering: 18-12-2010 t/m 15-01-2011 | Hitnotering: 18-12-2010 t/m 15-01-2011 | Hitnotering: 18-12-2010 t/m 15-01-2011 |
| Week:                                  | 1                                      | 2                                      | 3                                      | 4                                      | 5                                      |                                        |
| -------------------------------------- | -------------------------------------- | -------------------------------------- | -------------------------------------- | -------------------------------------- | -------------------------------------- | -------------------------------------- |
| Positie:                               | 17                                     | 13                                     | 7                                      | 19                                     | 27                                     | uit                                    |

### NederlandseSingle Top 100
| Hitnotering (week 1 t/m 6): 04-12-2010 t/m 08-01-2011 Hitnotering (week 7 t/m 9): 17-12-2011 t/m 31-12-2011 Hitnotering (week 10 t/m 11): 22-12-2012 t/m 29-12-2012 Hitnotering (week 12): 28-12-2013 Hitnotering (week 13 t/m 15): 20-12-2014 t/m 03-01-2015 Hitnotering (week 16 t/m 18): 19-12-2015 t/m 02-01-2016 Hitnotering (week 19 t/m 21): 17-12-2016 t/m 31-12-2016 Hitnotering (week 22): 30-12-2017 Hitnotering (week 23 t/m 24): 22-12-2018 t/m 29-12-2018 Hitnotering (week 25 t/m 26): 21-12-2019 t/m 28-12-2019 Hitnotering (week 27 t/m 30): 12-12-2020 t/m 02-01-2021 Hitnotering (week 31 t/m 33): 18-12-2021 t/m 01-01-2022 Hitnotering (week 34 t/m 36): 17-12-2022 t/m 31-12-2022 | Hitnotering (week 1 t/m 6): 04-12-2010 t/m 08-01-2011 Hitnotering (week 7 t/m 9): 17-12-2011 t/m 31-12-2011 Hitnotering (week 10 t/m 11): 22-12-2012 t/m 29-12-2012 Hitnotering (week 12): 28-12-2013 Hitnotering (week 13 t/m 15): 20-12-2014 t/m 03-01-2015 Hitnotering (week 16 t/m 18): 19-12-2015 t/m 02-01-2016 Hitnotering (week 19 t/m 21): 17-12-2016 t/m 31-12-2016 Hitnotering (week 22): 30-12-2017 Hitnotering (week 23 t/m 24): 22-12-2018 t/m 29-12-2018 Hitnotering (week 25 t/m 26): 21-12-2019 t/m 28-12-2019 Hitnotering (week 27 t/m 30): 12-12-2020 t/m 02-01-2021 Hitnotering (week 31 t/m 33): 18-12-2021 t/m 01-01-2022 Hitnotering (week 34 t/m 36): 17-12-2022 t/m 31-12-2022 | Hitnotering (week 1 t/m 6): 04-12-2010 t/m 08-01-2011 Hitnotering (week 7 t/m 9): 17-12-2011 t/m 31-12-2011 Hitnotering (week 10 t/m 11): 22-12-2012 t/m 29-12-2012 Hitnotering (week 12): 28-12-2013 Hitnotering (week 13 t/m 15): 20-12-2014 t/m 03-01-2015 Hitnotering (week 16 t/m 18): 19-12-2015 t/m 02-01-2016 Hitnotering (week 19 t/m 21): 17-12-2016 t/m 31-12-2016 Hitnotering (week 22): 30-12-2017 Hitnotering (week 23 t/m 24): 22-12-2018 t/m 29-12-2018 Hitnotering (week 25 t/m 26): 21-12-2019 t/m 28-12-2019 Hitnotering (week 27 t/m 30): 12-12-2020 t/m 02-01-2021 Hitnotering (week 31 t/m 33): 18-12-2021 t/m 01-01-2022 Hitnotering (week 34 t/m 36): 17-12-2022 t/m 31-12-2022 | Hitnotering (week 1 t/m 6): 04-12-2010 t/m 08-01-2011 Hitnotering (week 7 t/m 9): 17-12-2011 t/m 31-12-2011 Hitnotering (week 10 t/m 11): 22-12-2012 t/m 29-12-2012 Hitnotering (week 12): 28-12-2013 Hitnotering (week 13 t/m 15): 20-12-2014 t/m 03-01-2015 Hitnotering (week 16 t/m 18): 19-12-2015 t/m 02-01-2016 Hitnotering (week 19 t/m 21): 17-12-2016 t/m 31-12-2016 Hitnotering (week 22): 30-12-2017 Hitnotering (week 23 t/m 24): 22-12-2018 t/m 29-12-2018 Hitnotering (week 25 t/m 26): 21-12-2019 t/m 28-12-2019 Hitnotering (week 27 t/m 30): 12-12-2020 t/m 02-01-2021 Hitnotering (week 31 t/m 33): 18-12-2021 t/m 01-01-2022 Hitnotering (week 34 t/m 36): 17-12-2022 t/m 31-12-2022 | Hitnotering (week 1 t/m 6): 04-12-2010 t/m 08-01-2011 Hitnotering (week 7 t/m 9): 17-12-2011 t/m 31-12-2011 Hitnotering (week 10 t/m 11): 22-12-2012 t/m 29-12-2012 Hitnotering (week 12): 28-12-2013 Hitnotering (week 13 t/m 15): 20-12-2014 t/m 03-01-2015 Hitnotering (week 16 t/m 18): 19-12-2015 t/m 02-01-2016 Hitnotering (week 19 t/m 21): 17-12-2016 t/m 31-12-2016 Hitnotering (week 22): 30-12-2017 Hitnotering (week 23 t/m 24): 22-12-2018 t/m 29-12-2018 Hitnotering (week 25 t/m 26): 21-12-2019 t/m 28-12-2019 Hitnotering (week 27 t/m 30): 12-12-2020 t/m 02-01-2021 Hitnotering (week 31 t/m 33): 18-12-2021 t/m 01-01-2022 Hitnotering (week 34 t/m 36): 17-12-2022 t/m 31-12-2022 | Hitnotering (week 1 t/m 6): 04-12-2010 t/m 08-01-2011 Hitnotering (week 7 t/m 9): 17-12-2011 t/m 31-12-2011 Hitnotering (week 10 t/m 11): 22-12-2012 t/m 29-12-2012 Hitnotering (week 12): 28-12-2013 Hitnotering (week 13 t/m 15): 20-12-2014 t/m 03-01-2015 Hitnotering (week 16 t/m 18): 19-12-2015 t/m 02-01-2016 Hitnotering (week 19 t/m 21): 17-12-2016 t/m 31-12-2016 Hitnotering (week 22): 30-12-2017 Hitnotering (week 23 t/m 24): 22-12-2018 t/m 29-12-2018 Hitnotering (week 25 t/m 26): 21-12-2019 t/m 28-12-2019 Hitnotering (week 27 t/m 30): 12-12-2020 t/m 02-01-2021 Hitnotering (week 31 t/m 33): 18-12-2021 t/m 01-01-2022 Hitnotering (week 34 t/m 36): 17-12-2022 t/m 31-12-2022 | Hitnotering (week 1 t/m 6): 04-12-2010 t/m 08-01-2011 Hitnotering (week 7 t/m 9): 17-12-2011 t/m 31-12-2011 Hitnotering (week 10 t/m 11): 22-12-2012 t/m 29-12-2012 Hitnotering (week 12): 28-12-2013 Hitnotering (week 13 t/m 15): 20-12-2014 t/m 03-01-2015 Hitnotering (week 16 t/m 18): 19-12-2015 t/m 02-01-2016 Hitnotering (week 19 t/m 21): 17-12-2016 t/m 31-12-2016 Hitnotering (week 22): 30-12-2017 Hitnotering (week 23 t/m 24): 22-12-2018 t/m 29-12-2018 Hitnotering (week 25 t/m 26): 21-12-2019 t/m 28-12-2019 Hitnotering (week 27 t/m 30): 12-12-2020 t/m 02-01-2021 Hitnotering (week 31 t/m 33): 18-12-2021 t/m 01-01-2022 Hitnotering (week 34 t/m 36): 17-12-2022 t/m 31-12-2022 | Hitnotering (week 1 t/m 6): 04-12-2010 t/m 08-01-2011 Hitnotering (week 7 t/m 9): 17-12-2011 t/m 31-12-2011 Hitnotering (week 10 t/m 11): 22-12-2012 t/m 29-12-2012 Hitnotering (week 12): 28-12-2013 Hitnotering (week 13 t/m 15): 20-12-2014 t/m 03-01-2015 Hitnotering (week 16 t/m 18): 19-12-2015 t/m 02-01-2016 Hitnotering (week 19 t/m 21): 17-12-2016 t/m 31-12-2016 Hitnotering (week 22): 30-12-2017 Hitnotering (week 23 t/m 24): 22-12-2018 t/m 29-12-2018 Hitnotering (week 25 t/m 26): 21-12-2019 t/m 28-12-2019 Hitnotering (week 27 t/m 30): 12-12-2020 t/m 02-01-2021 Hitnotering (week 31 t/m 33): 18-12-2021 t/m 01-01-2022 Hitnotering (week 34 t/m 36): 17-12-2022 t/m 31-12-2022 | Hitnotering (week 1 t/m 6): 04-12-2010 t/m 08-01-2011 Hitnotering (week 7 t/m 9): 17-12-2011 t/m 31-12-2011 Hitnotering (week 10 t/m 11): 22-12-2012 t/m 29-12-2012 Hitnotering (week 12): 28-12-2013 Hitnotering (week 13 t/m 15): 20-12-2014 t/m 03-01-2015 Hitnotering (week 16 t/m 18): 19-12-2015 t/m 02-01-2016 Hitnotering (week 19 t/m 21): 17-12-2016 t/m 31-12-2016 Hitnotering (week 22): 30-12-2017 Hitnotering (week 23 t/m 24): 22-12-2018 t/m 29-12-2018 Hitnotering (week 25 t/m 26): 21-12-2019 t/m 28-12-2019 Hitnotering (week 27 t/m 30): 12-12-2020 t/m 02-01-2021 Hitnotering (week 31 t/m 33): 18-12-2021 t/m 01-01-2022 Hitnotering (week 34 t/m 36): 17-12-2022 t/m 31-12-2022 | Hitnotering (week 1 t/m 6): 04-12-2010 t/m 08-01-2011 Hitnotering (week 7 t/m 9): 17-12-2011 t/m 31-12-2011 Hitnotering (week 10 t/m 11): 22-12-2012 t/m 29-12-2012 Hitnotering (week 12): 28-12-2013 Hitnotering (week 13 t/m 15): 20-12-2014 t/m 03-01-2015 Hitnotering (week 16 t/m 18): 19-12-2015 t/m 02-01-2016 Hitnotering (week 19 t/m 21): 17-12-2016 t/m 31-12-2016 Hitnotering (week 22): 30-12-2017 Hitnotering (week 23 t/m 24): 22-12-2018 t/m 29-12-2018 Hitnotering (week 25 t/m 26): 21-12-2019 t/m 28-12-2019 Hitnotering (week 27 t/m 30): 12-12-2020 t/m 02-01-2021 Hitnotering (week 31 t/m 33): 18-12-2021 t/m 01-01-2022 Hitnotering (week 34 t/m 36): 17-12-2022 t/m 31-12-2022 | Hitnotering (week 1 t/m 6): 04-12-2010 t/m 08-01-2011 Hitnotering (week 7 t/m 9): 17-12-2011 t/m 31-12-2011 Hitnotering (week 10 t/m 11): 22-12-2012 t/m 29-12-2012 Hitnotering (week 12): 28-12-2013 Hitnotering (week 13 t/m 15): 20-12-2014 t/m 03-01-2015 Hitnotering (week 16 t/m 18): 19-12-2015 t/m 02-01-2016 Hitnotering (week 19 t/m 21): 17-12-2016 t/m 31-12-2016 Hitnotering (week 22): 30-12-2017 Hitnotering (week 23 t/m 24): 22-12-2018 t/m 29-12-2018 Hitnotering (week 25 t/m 26): 21-12-2019 t/m 28-12-2019 Hitnotering (week 27 t/m 30): 12-12-2020 t/m 02-01-2021 Hitnotering (week 31 t/m 33): 18-12-2021 t/m 01-01-2022 Hitnotering (week 34 t/m 36): 17-12-2022 t/m 31-12-2022 | Hitnotering (week 1 t/m 6): 04-12-2010 t/m 08-01-2011 Hitnotering (week 7 t/m 9): 17-12-2011 t/m 31-12-2011 Hitnotering (week 10 t/m 11): 22-12-2012 t/m 29-12-2012 Hitnotering (week 12): 28-12-2013 Hitnotering (week 13 t/m 15): 20-12-2014 t/m 03-01-2015 Hitnotering (week 16 t/m 18): 19-12-2015 t/m 02-01-2016 Hitnotering (week 19 t/m 21): 17-12-2016 t/m 31-12-2016 Hitnotering (week 22): 30-12-2017 Hitnotering (week 23 t/m 24): 22-12-2018 t/m 29-12-2018 Hitnotering (week 25 t/m 26): 21-12-2019 t/m 28-12-2019 Hitnotering (week 27 t/m 30): 12-12-2020 t/m 02-01-2021 Hitnotering (week 31 t/m 33): 18-12-2021 t/m 01-01-2022 Hitnotering (week 34 t/m 36): 17-12-2022 t/m 31-12-2022 | Hitnotering (week 1 t/m 6): 04-12-2010 t/m 08-01-2011 Hitnotering (week 7 t/m 9): 17-12-2011 t/m 31-12-2011 Hitnotering (week 10 t/m 11): 22-12-2012 t/m 29-12-2012 Hitnotering (week 12): 28-12-2013 Hitnotering (week 13 t/m 15): 20-12-2014 t/m 03-01-2015 Hitnotering (week 16 t/m 18): 19-12-2015 t/m 02-01-2016 Hitnotering (week 19 t/m 21): 17-12-2016 t/m 31-12-2016 Hitnotering (week 22): 30-12-2017 Hitnotering (week 23 t/m 24): 22-12-2018 t/m 29-12-2018 Hitnotering (week 25 t/m 26): 21-12-2019 t/m 28-12-2019 Hitnotering (week 27 t/m 30): 12-12-2020 t/m 02-01-2021 Hitnotering (week 31 t/m 33): 18-12-2021 t/m 01-01-2022 Hitnotering (week 34 t/m 36): 17-12-2022 t/m 31-12-2022 | Hitnotering (week 1 t/m 6): 04-12-2010 t/m 08-01-2011 Hitnotering (week 7 t/m 9): 17-12-2011 t/m 31-12-2011 Hitnotering (week 10 t/m 11): 22-12-2012 t/m 29-12-2012 Hitnotering (week 12): 28-12-2013 Hitnotering (week 13 t/m 15): 20-12-2014 t/m 03-01-2015 Hitnotering (week 16 t/m 18): 19-12-2015 t/m 02-01-2016 Hitnotering (week 19 t/m 21): 17-12-2016 t/m 31-12-2016 Hitnotering (week 22): 30-12-2017 Hitnotering (week 23 t/m 24): 22-12-2018 t/m 29-12-2018 Hitnotering (week 25 t/m 26): 21-12-2019 t/m 28-12-2019 Hitnotering (week 27 t/m 30): 12-12-2020 t/m 02-01-2021 Hitnotering (week 31 t/m 33): 18-12-2021 t/m 01-01-2022 Hitnotering (week 34 t/m 36): 17-12-2022 t/m 31-12-2022 | Hitnotering (week 1 t/m 6): 04-12-2010 t/m 08-01-2011 Hitnotering (week 7 t/m 9): 17-12-2011 t/m 31-12-2011 Hitnotering (week 10 t/m 11): 22-12-2012 t/m 29-12-2012 Hitnotering (week 12): 28-12-2013 Hitnotering (week 13 t/m 15): 20-12-2014 t/m 03-01-2015 Hitnotering (week 16 t/m 18): 19-12-2015 t/m 02-01-2016 Hitnotering (week 19 t/m 21): 17-12-2016 t/m 31-12-2016 Hitnotering (week 22): 30-12-2017 Hitnotering (week 23 t/m 24): 22-12-2018 t/m 29-12-2018 Hitnotering (week 25 t/m 26): 21-12-2019 t/m 28-12-2019 Hitnotering (week 27 t/m 30): 12-12-2020 t/m 02-01-2021 Hitnotering (week 31 t/m 33): 18-12-2021 t/m 01-01-2022 Hitnotering (week 34 t/m 36): 17-12-2022 t/m 31-12-2022 | Hitnotering (week 1 t/m 6): 04-12-2010 t/m 08-01-2011 Hitnotering (week 7 t/m 9): 17-12-2011 t/m 31-12-2011 Hitnotering (week 10 t/m 11): 22-12-2012 t/m 29-12-2012 Hitnotering (week 12): 28-12-2013 Hitnotering (week 13 t/m 15): 20-12-2014 t/m 03-01-2015 Hitnotering (week 16 t/m 18): 19-12-2015 t/m 02-01-2016 Hitnotering (week 19 t/m 21): 17-12-2016 t/m 31-12-2016 Hitnotering (week 22): 30-12-2017 Hitnotering (week 23 t/m 24): 22-12-2018 t/m 29-12-2018 Hitnotering (week 25 t/m 26): 21-12-2019 t/m 28-12-2019 Hitnotering (week 27 t/m 30): 12-12-2020 t/m 02-01-2021 Hitnotering (week 31 t/m 33): 18-12-2021 t/m 01-01-2022 Hitnotering (week 34 t/m 36): 17-12-2022 t/m 31-12-2022 | Hitnotering (week 1 t/m 6): 04-12-2010 t/m 08-01-2011 Hitnotering (week 7 t/m 9): 17-12-2011 t/m 31-12-2011 Hitnotering (week 10 t/m 11): 22-12-2012 t/m 29-12-2012 Hitnotering (week 12): 28-12-2013 Hitnotering (week 13 t/m 15): 20-12-2014 t/m 03-01-2015 Hitnotering (week 16 t/m 18): 19-12-2015 t/m 02-01-2016 Hitnotering (week 19 t/m 21): 17-12-2016 t/m 31-12-2016 Hitnotering (week 22): 30-12-2017 Hitnotering (week 23 t/m 24): 22-12-2018 t/m 29-12-2018 Hitnotering (week 25 t/m 26): 21-12-2019 t/m 28-12-2019 Hitnotering (week 27 t/m 30): 12-12-2020 t/m 02-01-2021 Hitnotering (week 31 t/m 33): 18-12-2021 t/m 01-01-2022 Hitnotering (week 34 t/m 36): 17-12-2022 t/m 31-12-2022 | Hitnotering (week 1 t/m 6): 04-12-2010 t/m 08-01-2011 Hitnotering (week 7 t/m 9): 17-12-2011 t/m 31-12-2011 Hitnotering (week 10 t/m 11): 22-12-2012 t/m 29-12-2012 Hitnotering (week 12): 28-12-2013 Hitnotering (week 13 t/m 15): 20-12-2014 t/m 03-01-2015 Hitnotering (week 16 t/m 18): 19-12-2015 t/m 02-01-2016 Hitnotering (week 19 t/m 21): 17-12-2016 t/m 31-12-2016 Hitnotering (week 22): 30-12-2017 Hitnotering (week 23 t/m 24): 22-12-2018 t/m 29-12-2018 Hitnotering (week 25 t/m 26): 21-12-2019 t/m 28-12-2019 Hitnotering (week 27 t/m 30): 12-12-2020 t/m 02-01-2021 Hitnotering (week 31 t/m 33): 18-12-2021 t/m 01-01-2022 Hitnotering (week 34 t/m 36): 17-12-2022 t/m 31-12-2022 | Hitnotering (week 1 t/m 6): 04-12-2010 t/m 08-01-2011 Hitnotering (week 7 t/m 9): 17-12-2011 t/m 31-12-2011 Hitnotering (week 10 t/m 11): 22-12-2012 t/m 29-12-2012 Hitnotering (week 12): 28-12-2013 Hitnotering (week 13 t/m 15): 20-12-2014 t/m 03-01-2015 Hitnotering (week 16 t/m 18): 19-12-2015 t/m 02-01-2016 Hitnotering (week 19 t/m 21): 17-12-2016 t/m 31-12-2016 Hitnotering (week 22): 30-12-2017 Hitnotering (week 23 t/m 24): 22-12-2018 t/m 29-12-2018 Hitnotering (week 25 t/m 26): 21-12-2019 t/m 28-12-2019 Hitnotering (week 27 t/m 30): 12-12-2020 t/m 02-01-2021 Hitnotering (week 31 t/m 33): 18-12-2021 t/m 01-01-2022 Hitnotering (week 34 t/m 36): 17-12-2022 t/m 31-12-2022 | Hitnotering (week 1 t/m 6): 04-12-2010 t/m 08-01-2011 Hitnotering (week 7 t/m 9): 17-12-2011 t/m 31-12-2011 Hitnotering (week 10 t/m 11): 22-12-2012 t/m 29-12-2012 Hitnotering (week 12): 28-12-2013 Hitnotering (week 13 t/m 15): 20-12-2014 t/m 03-01-2015 Hitnotering (week 16 t/m 18): 19-12-2015 t/m 02-01-2016 Hitnotering (week 19 t/m 21): 17-12-2016 t/m 31-12-2016 Hitnotering (week 22): 30-12-2017 Hitnotering (week 23 t/m 24): 22-12-2018 t/m 29-12-2018 Hitnotering (week 25 t/m 26): 21-12-2019 t/m 28-12-2019 Hitnotering (week 27 t/m 30): 12-12-2020 t/m 02-01-2021 Hitnotering (week 31 t/m 33): 18-12-2021 t/m 01-01-2022 Hitnotering (week 34 t/m 36): 17-12-2022 t/m 31-12-2022 | Hitnotering (week 1 t/m 6): 04-12-2010 t/m 08-01-2011 Hitnotering (week 7 t/m 9): 17-12-2011 t/m 31-12-2011 Hitnotering (week 10 t/m 11): 22-12-2012 t/m 29-12-2012 Hitnotering (week 12): 28-12-2013 Hitnotering (week 13 t/m 15): 20-12-2014 t/m 03-01-2015 Hitnotering (week 16 t/m 18): 19-12-2015 t/m 02-01-2016 Hitnotering (week 19 t/m 21): 17-12-2016 t/m 31-12-2016 Hitnotering (week 22): 30-12-2017 Hitnotering (week 23 t/m 24): 22-12-2018 t/m 29-12-2018 Hitnotering (week 25 t/m 26): 21-12-2019 t/m 28-12-2019 Hitnotering (week 27 t/m 30): 12-12-2020 t/m 02-01-2021 Hitnotering (week 31 t/m 33): 18-12-2021 t/m 01-01-2022 Hitnotering (week 34 t/m 36): 17-12-2022 t/m 31-12-2022 | Hitnotering (week 1 t/m 6): 04-12-2010 t/m 08-01-2011 Hitnotering (week 7 t/m 9): 17-12-2011 t/m 31-12-2011 Hitnotering (week 10 t/m 11): 22-12-2012 t/m 29-12-2012 Hitnotering (week 12): 28-12-2013 Hitnotering (week 13 t/m 15): 20-12-2014 t/m 03-01-2015 Hitnotering (week 16 t/m 18): 19-12-2015 t/m 02-01-2016 Hitnotering (week 19 t/m 21): 17-12-2016 t/m 31-12-2016 Hitnotering (week 22): 30-12-2017 Hitnotering (week 23 t/m 24): 22-12-2018 t/m 29-12-2018 Hitnotering (week 25 t/m 26): 21-12-2019 t/m 28-12-2019 Hitnotering (week 27 t/m 30): 12-12-2020 t/m 02-01-2021 Hitnotering (week 31 t/m 33): 18-12-2021 t/m 01-01-2022 Hitnotering (week 34 t/m 36): 17-12-2022 t/m 31-12-2022 | Hitnotering (week 1 t/m 6): 04-12-2010 t/m 08-01-2011 Hitnotering (week 7 t/m 9): 17-12-2011 t/m 31-12-2011 Hitnotering (week 10 t/m 11): 22-12-2012 t/m 29-12-2012 Hitnotering (week 12): 28-12-2013 Hitnotering (week 13 t/m 15): 20-12-2014 t/m 03-01-2015 Hitnotering (week 16 t/m 18): 19-12-2015 t/m 02-01-2016 Hitnotering (week 19 t/m 21): 17-12-2016 t/m 31-12-2016 Hitnotering (week 22): 30-12-2017 Hitnotering (week 23 t/m 24): 22-12-2018 t/m 29-12-2018 Hitnotering (week 25 t/m 26): 21-12-2019 t/m 28-12-2019 Hitnotering (week 27 t/m 30): 12-12-2020 t/m 02-01-2021 Hitnotering (week 31 t/m 33): 18-12-2021 t/m 01-01-2022 Hitnotering (week 34 t/m 36): 17-12-2022 t/m 31-12-2022 | Hitnotering (week 1 t/m 6): 04-12-2010 t/m 08-01-2011 Hitnotering (week 7 t/m 9): 17-12-2011 t/m 31-12-2011 Hitnotering (week 10 t/m 11): 22-12-2012 t/m 29-12-2012 Hitnotering (week 12): 28-12-2013 Hitnotering (week 13 t/m 15): 20-12-2014 t/m 03-01-2015 Hitnotering (week 16 t/m 18): 19-12-2015 t/m 02-01-2016 Hitnotering (week 19 t/m 21): 17-12-2016 t/m 31-12-2016 Hitnotering (week 22): 30-12-2017 Hitnotering (week 23 t/m 24): 22-12-2018 t/m 29-12-2018 Hitnotering (week 25 t/m 26): 21-12-2019 t/m 28-12-2019 Hitnotering (week 27 t/m 30): 12-12-2020 t/m 02-01-2021 Hitnotering (week 31 t/m 33): 18-12-2021 t/m 01-01-2022 Hitnotering (week 34 t/m 36): 17-12-2022 t/m 31-12-2022 | Hitnotering (week 1 t/m 6): 04-12-2010 t/m 08-01-2011 Hitnotering (week 7 t/m 9): 17-12-2011 t/m 31-12-2011 Hitnotering (week 10 t/m 11): 22-12-2012 t/m 29-12-2012 Hitnotering (week 12): 28-12-2013 Hitnotering (week 13 t/m 15): 20-12-2014 t/m 03-01-2015 Hitnotering (week 16 t/m 18): 19-12-2015 t/m 02-01-2016 Hitnotering (week 19 t/m 21): 17-12-2016 t/m 31-12-2016 Hitnotering (week 22): 30-12-2017 Hitnotering (week 23 t/m 24): 22-12-2018 t/m 29-12-2018 Hitnotering (week 25 t/m 26): 21-12-2019 t/m 28-12-2019 Hitnotering (week 27 t/m 30): 12-12-2020 t/m 02-01-2021 Hitnotering (week 31 t/m 33): 18-12-2021 t/m 01-01-2022 Hitnotering (week 34 t/m 36): 17-12-2022 t/m 31-12-2022 | Hitnotering (week 1 t/m 6): 04-12-2010 t/m 08-01-2011 Hitnotering (week 7 t/m 9): 17-12-2011 t/m 31-12-2011 Hitnotering (week 10 t/m 11): 22-12-2012 t/m 29-12-2012 Hitnotering (week 12): 28-12-2013 Hitnotering (week 13 t/m 15): 20-12-2014 t/m 03-01-2015 Hitnotering (week 16 t/m 18): 19-12-2015 t/m 02-01-2016 Hitnotering (week 19 t/m 21): 17-12-2016 t/m 31-12-2016 Hitnotering (week 22): 30-12-2017 Hitnotering (week 23 t/m 24): 22-12-2018 t/m 29-12-2018 Hitnotering (week 25 t/m 26): 21-12-2019 t/m 28-12-2019 Hitnotering (week 27 t/m 30): 12-12-2020 t/m 02-01-2021 Hitnotering (week 31 t/m 33): 18-12-2021 t/m 01-01-2022 Hitnotering (week 34 t/m 36): 17-12-2022 t/m 31-12-2022 |
| Week: | 1 | 2 | 3 | 4 | 5 | 6 | | 7 | 8 | 9 | | 10 | 11 | | 12 | | 13 | 14 | 15 | | 16 | 17 | 18 | | 19 |
| --- | --- | --- | --- | --- | --- | --- | --- | --- | --- | --- | --- | --- | --- | --- | --- | --- | --- | --- | --- | --- | --- | --- | --- | --- | --- |
| Positie: | 15 | 2 | 7 | 5 | 15 | 78 | uit | 68 | 47 | 47 | uit | 82 | 59 | uit | 70 | uit | 98 | 67 | 99 | uit | 53 | 37 | 29 | uit | 96 |
| Week: | 20 | 21 | | 22 | | 23 | 24 | | 25 | 26 | | 27 | 28 | 29 | 30 | | 31 | 32 | 33 | | 34 | 35 | 36 | | |
| Positie: | 51 | 37 | uit | 52 | uit | 80 | 42 | uit | 91 | 31 | uit | 93 | 72 | 62 | 36 | uit | 83 | 60 | 36 | uit | 49 | 47 | 30 | uit | |

### 3FM Mega Top 50
| Hitnotering: (Week 1 t/m 5) 04-12-2010 t/m 01-01-2011 Hitnotering: (Week 6 t/m 8) 17-12-2011 t/m 31-12-2011 Hitnotering: (Week 9) 20 december 2014 t/m | Hitnotering: (Week 1 t/m 5) 04-12-2010 t/m 01-01-2011 Hitnotering: (Week 6 t/m 8) 17-12-2011 t/m 31-12-2011 Hitnotering: (Week 9) 20 december 2014 t/m | Hitnotering: (Week 1 t/m 5) 04-12-2010 t/m 01-01-2011 Hitnotering: (Week 6 t/m 8) 17-12-2011 t/m 31-12-2011 Hitnotering: (Week 9) 20 december 2014 t/m | Hitnotering: (Week 1 t/m 5) 04-12-2010 t/m 01-01-2011 Hitnotering: (Week 6 t/m 8) 17-12-2011 t/m 31-12-2011 Hitnotering: (Week 9) 20 december 2014 t/m | Hitnotering: (Week 1 t/m 5) 04-12-2010 t/m 01-01-2011 Hitnotering: (Week 6 t/m 8) 17-12-2011 t/m 31-12-2011 Hitnotering: (Week 9) 20 december 2014 t/m | Hitnotering: (Week 1 t/m 5) 04-12-2010 t/m 01-01-2011 Hitnotering: (Week 6 t/m 8) 17-12-2011 t/m 31-12-2011 Hitnotering: (Week 9) 20 december 2014 t/m | Hitnotering: (Week 1 t/m 5) 04-12-2010 t/m 01-01-2011 Hitnotering: (Week 6 t/m 8) 17-12-2011 t/m 31-12-2011 Hitnotering: (Week 9) 20 december 2014 t/m | Hitnotering: (Week 1 t/m 5) 04-12-2010 t/m 01-01-2011 Hitnotering: (Week 6 t/m 8) 17-12-2011 t/m 31-12-2011 Hitnotering: (Week 9) 20 december 2014 t/m | Hitnotering: (Week 1 t/m 5) 04-12-2010 t/m 01-01-2011 Hitnotering: (Week 6 t/m 8) 17-12-2011 t/m 31-12-2011 Hitnotering: (Week 9) 20 december 2014 t/m | Hitnotering: (Week 1 t/m 5) 04-12-2010 t/m 01-01-2011 Hitnotering: (Week 6 t/m 8) 17-12-2011 t/m 31-12-2011 Hitnotering: (Week 9) 20 december 2014 t/m | Hitnotering: (Week 1 t/m 5) 04-12-2010 t/m 01-01-2011 Hitnotering: (Week 6 t/m 8) 17-12-2011 t/m 31-12-2011 Hitnotering: (Week 9) 20 december 2014 t/m | Hitnotering: (Week 1 t/m 5) 04-12-2010 t/m 01-01-2011 Hitnotering: (Week 6 t/m 8) 17-12-2011 t/m 31-12-2011 Hitnotering: (Week 9) 20 december 2014 t/m |
| Week: | 1 | 2 | 3 | 4 | 5 | | 6 | 7 | 8 | | 9 |
| --- | --- | --- | --- | --- | --- | --- | --- | --- | --- | --- | --- |
| Positie: | 40 | 2 | 2 | 4 | 29 | uit | 44 | 43 | 24 | uit | 43 |

### VlaamseUltratop 50
| Hitnotering: 11-12-2010 t/m 08-01-2011 | Hitnotering: 11-12-2010 t/m 08-01-2011 | Hitnotering: 11-12-2010 t/m 08-01-2011 | Hitnotering: 11-12-2010 t/m 08-01-2011 | Hitnotering: 11-12-2010 t/m 08-01-2011 | Hitnotering: 11-12-2010 t/m 08-01-2011 | Hitnotering: 11-12-2010 t/m 08-01-2011 |
| Week:                                  | 1                                      | 2                                      | 3                                      | 4                                      | 5                                      |                                        |
| -------------------------------------- | -------------------------------------- | -------------------------------------- | -------------------------------------- | -------------------------------------- | -------------------------------------- | -------------------------------------- |
| Positie:                               | 9                                      | 14                                     | 9                                      | 11                                     | 41                                     | uit                                    |

### NPO Radio 2 Top 2000
| Nummer met noteringen in de NPO Radio 2 Top 2000 | '19  | '20  | '21  | '22 | '23 | '24 |
| ------------------------------------------------ | ---- | ---- | ---- | --- | --- | --- |
| Christmas Lights                                 | 1275 | 1127 | 1211 | 975 | 824 | 980 |

1. ↑  Een vetgedrukt getal geeft de hoogste notering aan.
2. ↑  2019 was het eerste jaar met een notering voor dit nummer.